# Glossosoma sequoia
Glossosoma sequoia är en nattsländeart som beskrevs av Donald G. Denning 1973. Glossosoma sequoia ingår i släktet Glossosoma och familjen stenhusnattsländor. Inga underarter finns listade i Catalogue of Life.